# His Lordship (1932)
His Lordship is een Britse muziekfilm uit 1932 onder regie van Michael Powell.

## Verhaal
De vrolijke loodgieter Bert Gibbs erft een adellijke titel van zijn vader. Hij maakt vervolgens kennis met de filmster Ilya Myona en wanneer zijn moeder naar haar vraagt, dan geeft Bert aan dat ze verloofd zijn. Na enkele avonturen met dubieuze Russische types wint zijn vriendin Leninia hem  uiteindelijk terug.

## Rolverdeling
| Acteur                | Personage                    |
| --------------------- | ---------------------------- |
| Jerry Verno           | Bert Gibbs                   |
| Janet McGrew          | Ilya Myona                   |
| Ben Welden            | Washington Roosevelt Lincoln |
| Polly Ward            | Leninia                      |
| Peter Gawthorne       | Ferguson                     |
| Muriel George         | Emma Gibbs                   |
| Michael Hogan         | Kameraad Curzon              |
| V.C. Clinton-Baddeley | Kameraad Howard              |
| Patrick Ludlow        | Grimsthwaite                 |